# Dicearco
Dicearco (in greco antico: Δικαίαρχος?, Dikáiarchos; Messana, 350 a.C. – 290 a.C.) è stato un filosofo, geografo e cartografo siceliota.

## Biografia
Figlio di un certo Fidia, nato a Messina, viaggiò in Grecia per parecchio tempo. Ad Atene fu discepolo e pupillo di Aristotele nella scuola peripatetica, dedicandosi a studi rigorosamente scientifici ed entrando in amicizia con Teofrasto, che gli dedicò alcune opere.
Non è chiaro quando morisse, anche perché l'unico terminus post quem certo è la morte di Alessandro Magno (323 a.C.). Secondo Plinio, Dicearco misurava le montagne "con l'appoggio dei re" (cura regum), identificati dalla maggior parte degli studiosi con Cassandro e Tolomeo I Soter. Se questa identificazione fosse corretta, collocherebbe l'attività di Dicearco tra il 306 e il 287 a.C. Tuttavia, i re potrebbero anche riferirsi a Filippo III Arrideo e Alessandro IV, che furono nominati dopo la morte di Alessandro Magno. Se tale identificazione è corretta, la sua attività si sposta al 323–317 a.C.

## Opere
La Vita della Grecia (Βίος Ἑλλάδος), in tre libri, di cui restano 24 frammenti, era una sorta di biografia della nazione greca dai tempi più antichi al regno di Filippo II. I brani più famosi sono quelli citati da Varrone e Porfirio, che suggeriscono una visione dualistica delle vicende umane: l'utilizzo dell'agricoltura allevia la fame attraverso la creazione di surplus, ma l'eccedenza, a sua volta, dimostra di essere un incitamento all'avidità che conduce alla guerra. Ogni scoperta umana, dunque, risolve un problema, ma ne genera anche un altro. Passaggi che dettagliano le istituzioni umane e la loro storia suggeriscono che Dicearco pensasse che esse avrebbero potuto bloccare il declino. Molti frammenti sono, inoltre, interessati alle origini della musica e della cultura della Grecia, con un'attenzione in parte polemica: il filosofo messinese,  vuole attaccare le mode correnti della musica ricordando ai suoi lettori delle loro forme originali.
Nelle opere L'anima muore con il corpo, Mantica, Vita pratica, si sosteneva la maggiore concretezza della vita pratica. L'atteggiamento contemplativo verso la natura viene superato e sostituito da Dicearco con un modello di vita attiva e responsabile: nel pensiero del filosofo messinese, l'uomo è responsabile del proprio destino e la decadenza è dovuta al cattivo uso della ragione. Dicearco esalta la superiorità della vita attiva su quella contemplativa, rinnega il fato e mette nelle mani dell'uomo la responsabilità nella costruzione del proprio destino. Come Teofrasto, fu, esponente del vegetarianismo peripatetico; in proposito sostenne che, essendo moralmente sbagliato fare del male ad altri esseri che possono provare dolore, gli uomini devono rispettare, oltre ai propri simili, anche gli animali.
Il Tripolitico era un lavoro oggetto di molte controversie. Probabilmente era uno studio comparativo del governo sulla falsariga di Aristotele: Dicearco, aveva diviso tutti i governi in tre categorie, la democratica, aristocratica e monarchica, altresì sostenendo un governo "misto", riecheggiando il sistema spartano, in cui gli elementi di tutte e tre le categorie hanno un ruolo.
Importante è il contributo di Dicearco alla geografiaː viene considerato il fondatore della cartografia scientifica per l'adozione delle coordinate geografiche, longitudine e latitudine, che in breve divenne il sistema di coordinate terrestri dei geografi alessandrini. In questo solco si collocavano due opere. Un Itinerario intorno al mondo (Γῆς περίοδος) misurava per la prima volta la terra suddividendola in meridiani e paralleli, con un reticolo che individuava qualunque punto delle terre allora conosciute, dalle colonne d'Ercole alle estreme Indie, dall'Africa meridionale all'Europa settentrionale. Ulteriore opera di geografia era Sui Monti del Peloponneso, misura dei monti con un sistema di triangolazione. La Descrizione della Grecia (Ἀναγραφὴ τῆς Ἑλλάδος), invece, a lui attribuita, è un frammento di un'opera dedicata a "Teofrasto", e composta da 150 trimetri giambici. Pur attribuito a Dicearco, le lettere iniziali dei primi ventitré versi mostrano che è opera di un "Dionisio, figlio di Calliphon".
All'erudizione antiquaria riguardante il teatro, già coltivata dal maestro, fanno riferimento i frammenti di alcune opere, Sui concorsi musicali (Περὶ μουσικῶν ἀγώνων) e Sui concorsi dionisiaci (Περὶ Διονυσιακῶν ἀγώνων), che discutevano le innovazioni nella musica e nel dramma greco. Il Περὶ Ἀλκαίου, invece, era una monografia sul poeta Alceo. Infine, Plutarco cita Dicearco insieme ad Aristotele ed Eraclide Pontico come autori che scrissero su Omero ed Euripide.